# Katja Gorečan
Katja Gorečan, slovenska pesnica, likovna ustvarjalka in dramaturginja, * 1989, Celje.
Katja Gorečan je diplomirala iz primerjalne književnosti ter magistrirala iz dramaturgije in scenskih umetnosti.

### Poezija
- Angeli istega porekla (2007) (COBISS)
- Trpljenje mlade Hane (2012) (COBISS)
- Neke noči neke deklice nekje umirajo : koreopesem duhov, senc, sanj in volkov (2017) (COBISS)

### Proza
- Materinska knjižica (2022), poetični roman